# Hyannis (Nebraska)
Hyannis é uma vila localizada no estado americano de Nebraska, no Condado de Grant.

## Demografia
Segundo o censo americano de 2000, a sua população era de 287 habitantes.
Em 2006, foi estimada uma população de 253, um decréscimo de 34 (-11.8%).

## Geografia
De acordo com o United States Census Bureau, a localidade tem uma área de 1,8 km², sem área coberta por água.

## Localidades na vizinhança
O diagrama seguinte representa as localidades num raio de 80 km ao redor de Hyannis.